# 任鸣
任鸣（1960年2月—2022年6月19日），男，汉族，山西沁水人，中华人民共和国戏剧导演，北京人民艺术剧院院长，中国话剧协会副主席，中国共产党党员，第十三届全国人民代表大会北京地区代表。曾三次获得文华导演奖，两次获得金狮导演奖。

## 生平
毕业于中央戏剧学院。
2018年2月24日，当选为第十三届全国人大代表。
2022年6月19日19时29分在北京逝世，享年62岁。